# Křesetice (zámek)
Křesetice jsou zámek ve stejnojmenné vesnici jižně od Kutné Hory ve Středočeském kraji. Jeho předchůdcem byla od druhé poloviny šestnáctého století tvrz, která byla vrchnostenským sídlem malého panství. Během třicetileté války statek získali kutnohorští jezuité. V devatenáctém století budova sloužila potřebám správy panství a později byla upravena na byty a kanceláře. Zámek je chráněn jako kulturní památka.

## Historie
V polovině šestnáctého století Křesetice vlastnili Salavové z Lípy. Jan Salava starší z Lípy v roce 1564 prodal Křesetice se dvěma dalšími vesnicemi Jiřímu Hášovi z Újezda, který si ve vsi postavil renesanční tvrz. První písemná zmínka o ní pochází z roku 1577, kdy král Rudolf II. převedl Křesetice ze zástavního do dědičného vlastnictví. K nově zřízenému panství patřily Křesetice s tvrzí a poplužním dvorem, Perštejnec, Krupá a Chrást.
Karel Háša z Újezda tento majetek roku 1595 prodal kutnohorskému měšťanovi Zikmundu Kozlovi z Rýzenthalu. Zikmund zemřel roku 1598, ale už v roce 1595 panství prodal městu Kutná Hora. Oproti předchozímu prodeji tentokrát prodával křesetické panství zvětšené o tvrz Bykanec a Zemanovský dvůr v Týništi. Město tvrz využívalo jen jako úřednické sídlo. Za účast na stavovském povstání v letech 1618–1620 císař Ferdinand II. Křesetice městu zabavil a roku 1626 je daroval nově založené kutnohorské jezuitské koleji. Podle Tomáše Šimka ke konfiskaci a předání jezuitům došlo během roku 1625.
Jezuité kolem Kutné Hory vytvořili statek se třinácti vesnicemi (stav v roce 1654) a pro sídlo jeho správy vybrali křesetickou tvrz. Tu pro potřeby úředníků ve druhé polovině sedmnáctého století přestavěli na barokní zámek. Křesetické panství se postupně rozrostlo na 25 vesnic a patřily k němu statky Úmonín, Paběnice, Korotice nebo Žíšov.. Po zrušení jezuitského řádu připadlo náboženskému fondu a v roce 1824 je koupil Jan František Svoboda. Sám bydlel na úmonínském zámku a v Křeseticích ponechal jen úředníky, kteří na zámku sídlili až roku 1848. Následně byl interiér budovy upraven na byty.
Po roce 1949 v zámku byly byty a kanceláře místního národního výboru. Ve 21. století je zámek sídlem obecního úřadu.

## Stavební podoba
Jednopatrová zámecká budova má dvě křídla krytá valbovou střechou. Na západní straně zdivo zesilují opěrné pilíře. Uvnitř se v přízemí dochovaly lunetové klenby. K památkově chráněnému areálu patří kromě budovy samotného zámku také ohradní zeď a pozemky.